# حران، السویدا
حران (به عربی: حران) یک روستا در سوریه است که در استان سویدا واقع شده‌است. حران ۱٬۵۲۳ نفر جمعیت دارد.